# Стефан гранд при
Стефан гран при (енгл. Stefan Grand Prix, Stefan GP) је био назив под којим је група из Србије планирала да учествује у Формули 1 и поднела кандидатуру за тим за годину 2010, али у јуну 2009. није добила место. Група је неуспешно наставила са својим покушајима да добије место у Формули 1 за сезоне 2011 и 2015.
Председник групе је био српски привредник Зоран Стефановић који је већ једном 1997. године покушавао учествовање у формули 1 са пројектом Лола. Група је била повезана са куповином делова екипе Тојоте Ф1 која се тад повукла из Формуле 1, као и Мајком Калаханом бившим инжењером у Макларену. Екипа је имала потписан уговор са младим јапанским возачем Казукијем Накаџимоми, а у медијима се преносило да постоје преговари о уговору са бившим шампионом Жаком Вилневом.